# Nuclear Security Summit 2014

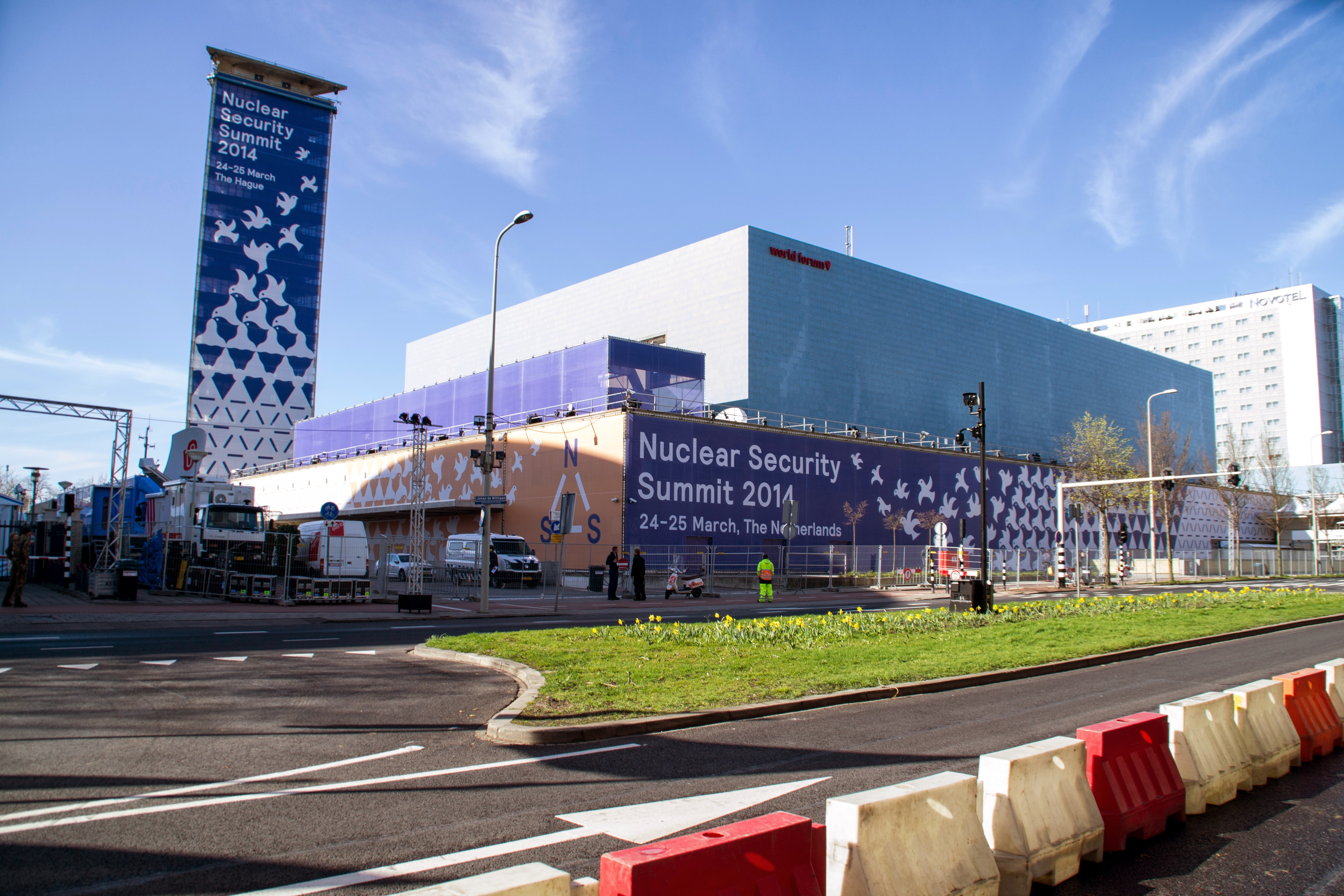
Deze Nuclear Security Summit (NSS) wordt gehouden in het World Forum in Den Haag

De Nuclear Security Summit van 2014 (Nederlands: Nucleaire Veiligheidstop) was een internationale topconferentie met als onderwerp het voorkomen van nucleair terrorisme. Deze Nuclear Security Summit (NSS) werd op 24 en 25 maart 2014 gehouden in het World Forum in Den Haag.

## Opzet
In 2014 werd de derde NSS georganiseerd in Den Haag. Doel was om vast te stellen in hoeverre de doelen, zoals vastgesteld in het Washington Workplan in 2010 en het Seoel-communiqué in 2012, bereikt zijn en welke stappen er nog gezet moeten worden om verdere resultaten te behalen.
De conferentie werd georganiseerd door een projectgroep die onder regie stond van het Nederlandse ministerie van Buitenlandse Zaken. Naast politici uit 53 landen werden er vijf afgevaardigden van vier internationale organisaties (Verenigde Naties, Europese Unie, Internationaal Atoomenergieagentschap en Interpol), ongeveer vijfduizend delegatieleden en drieduizend journalisten verwacht.

## Nevenbijeenkomsten buiten het kader van de NSS
De aanwezigheid van zeer vele regeringsleiders werd – zoals gebruikelijk bij dit soort gelegenheden – benut om bilaterale contacten tussen de regeringsleiders en presidenten te onderhouden. Daartoe waren in het World Forum kleine conferentieruimtes gemaakt, waar de betrokkenen zich tijdens de conferenties met elkaar konden terugtrekken; hun plaats aan conferentietafel werd dan tijdelijk ingenomen door een minister of hoge ambtenaar. In het Catshuis hielden de leden van de G7 een extra bijeenkomst in verband met de situatie in Oekraïne en omdat de voorbereidingen voor de bijeenkomst van de G8 die door Rusland in juni 2014 in Sotsji georganiseerd zou worden vanwege diezelfde situatie in Oekraïne was stilgelegd.

## Veiligheidsmaatregelen

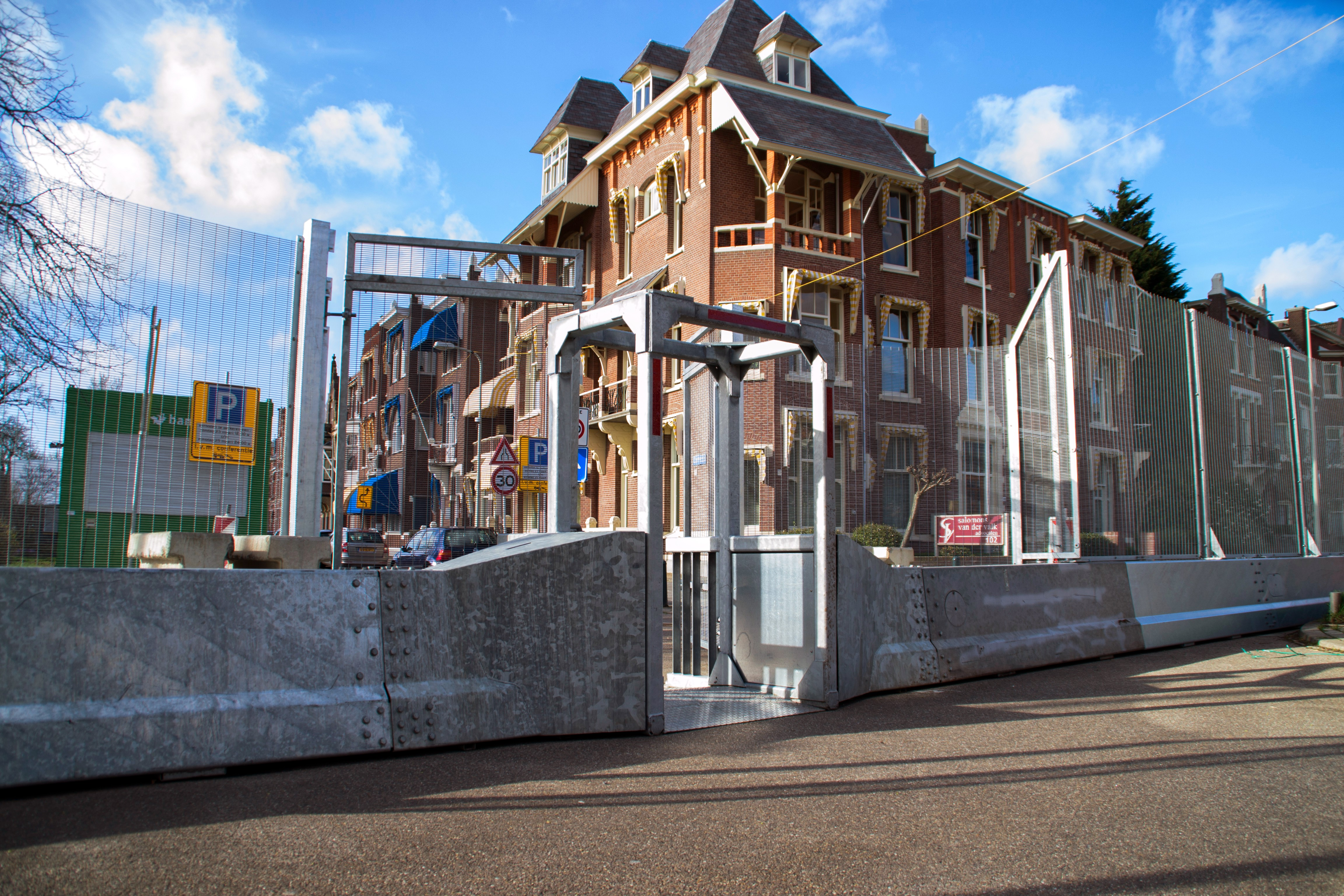
Het hekwerk dat het World Forum beveiligde.

Vanwege de samenkomst van 58 wereldleiders werd er zeer veel aandacht besteed aan de beveiliging van de top. Dit resulteerde in Nederlands grootste veiligheidsactie ooit. Ongeveer 13.000 politieagenten, 4.000 Marechaussees en 4.000 militairen werden ingezet. Daarnaast bewaakten twee F-16's het luchtruim en werden verschillende schepen ingezet om het luchtruim en de kust te bewaken.
De omgeving rondom het World Forum, waar de top gehouden werd, was volledig afgesloten met behulp van hekken die tijdens de Olympische Zomerspelen 2012 gebruikt waren in Londen. Daarnaast waren er verschillende wegen afgesloten tussen Den Haag en Schiphol. Lange files werden verwacht, maar uiteindelijk bleken deze mee te vallen.
Hoewel er geen grote veiligheidsincidenten plaatsvonden, bleek dat twee Haagse studenten erin waren geslaagd om toegang te krijgen tot de afsluitende persconferentie door zich voor te doen als journalisten. De studenten kwamen op vijf meter afstand van president Barack Obama en minister-president Mark Rutte.  De Nederlandse Vereniging van Journalisten gaf toe dat er fouten waren gemaakt bij het verstrekken van een studentenperskaart. Volgens een woordvoerder van het Ministerie van Buitenlandse Zaken was de veiligheid van president Barack Obama tijdens de top optimaal.

## Deelnemende landen

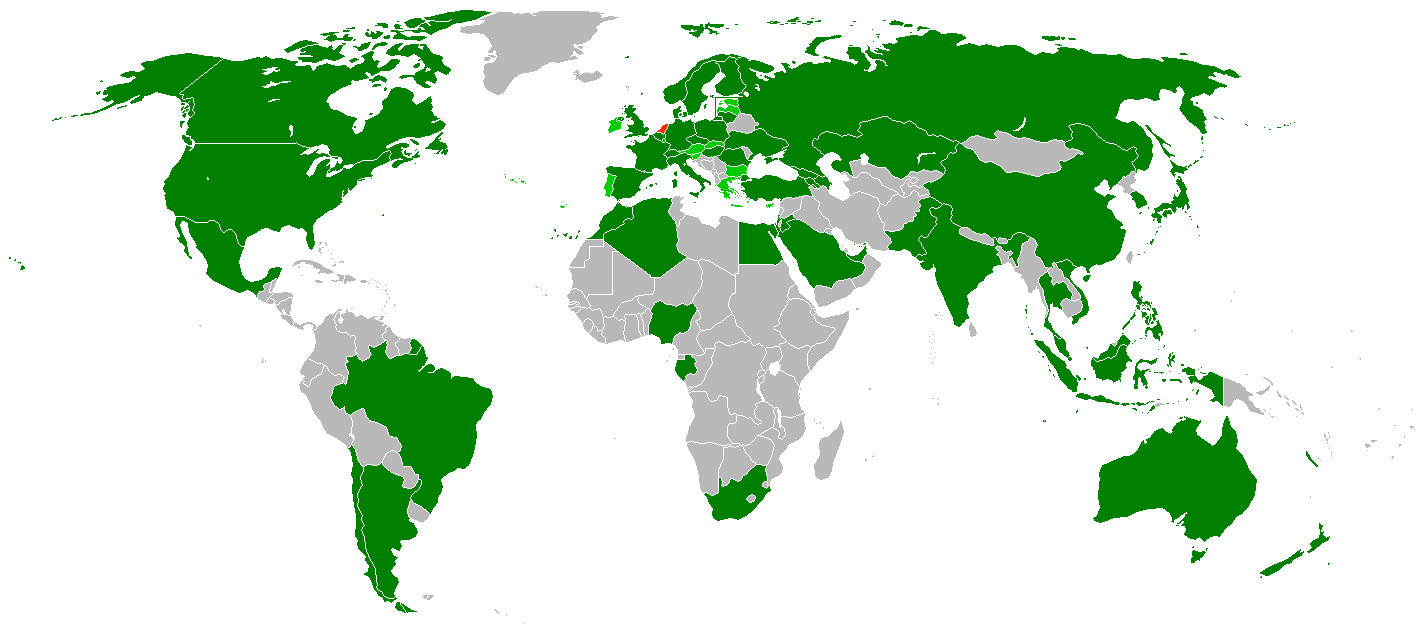
Gastland (Nederland)
Deelnemende landen
Leden van de Europese Unie die alleen vertegenwoordigd worden door de President van de Europese Raad en de President van de Europese Commissie (als waarnemer)

Deelnemende landen en organisaties van de Nuclear Security Summit 2014 zijn:
| land / organisatie           | vertegenwoordiger                                               |
| ---------------------------- | --------------------------------------------------------------- |
| Algerije                     | Youcef Yousfi (premier)                                         |
| Argentinië                   | Amado Boudou (vicepresident)                                    |
| Armenië                      | Serzj Sarkisian (president)                                     |
| Australië                    | Julie Bishop (minister van Buitenlandse Zaken)                  |
| Azerbeidzjan                 | İlham Aliyev (president)                                        |
| België                       | Elio Di Rupo (premier)                                          |
| Brazilië                     | Michel Temer (vicepresident)                                    |
| Canada                       | Stephen Harper (premier)                                        |
| Chili                        | Heraldo Muñoz (minister van Buitenlandse Zaken)                 |
| China                        | Xi Jinping (president)                                          |
| Denemarken                   | Helle Thorning-Schmidt (premier)                                |
| Duitsland                    | Angela Merkel (bondskanselier)                                  |
| Egypte                       | Hamdi Sanad Loza (viceminister van Buitenlandse Zaken)          |
| Filipijnen                   | Jejomar Binay (vicepresident)                                   |
| Finland                      | Sauli Niinistö (president)                                      |
| Frankrijk                    | François Hollande (president)                                   |
| Gabon                        | Ali Bongo (president)                                           |
| Georgië                      | Irakli Garibasjvili (premier)                                   |
| Hongarije                    | János Martonyi (minister van Buitenlandse Zaken)                |
| India                        | Salman Khurshid (minister van Buitenlandse Zaken)               |
| Indonesië                    | Boediono (vicepresident)                                        |
| Israël                       | Yuval Steinitz (minister van Buitenlandse Zaken)                |
| Italië                       | Matteo Renzi (premier)                                          |
| Japan                        | Shinzo Abe (premier)                                            |
| Jordanië                     | Abdoellah II (koning)                                           |
| Kazachstan                   | Noersoeltan Nazarbajev (president)                              |
| Litouwen                     | Dalia Grybauskaitė (president)                                  |
| Maleisië                     | Muhyiddin Yassin (vicepremier)                                  |
| Marokko                      | Salaheddine Mezouar (minister van Buitenlandse Zaken)           |
| Mexico                       | Juan Manuel Gómez-Robledo (viceminister van Buitenlandse Zaken) |
| Nederland (gastheer)         | Mark Rutte (premier)                                            |
| Nieuw-Zeeland                | John Key (premier)                                              |
| Nigeria                      | Goodluck Jonathan (president)                                   |
| Noorwegen                    | Erna Solberg (premier)                                          |
| Oekraïne                     | Arseni Jatsenjoek (premier)                                     |
| Pakistan                     | Nawaz Sharif (premier)                                          |
| Polen                        | Radosław Sikorski (minister van Buitenlandse Zaken)             |
| Roemenië                     | Traian Băsescu (president)                                      |
| Rusland                      | Sergej Lavrov (minister van Buitenlandse Zaken)                 |
| Saoedi-Arabië                | Hashim Yamani (president van K•A•CARE)                          |
| Singapore                    | Lee Hsien Loong (premier)                                       |
| Spanje                       | Gonzalo de Benito (onderminister van Buitenlandse Zaken)        |
| Thailand                     | Sihasak Phuangketkeow (speciaal gezant van de premier)          |
| Tsjechië                     | Pavel Bělobrádek (vicepremier)                                  |
| Turkije                      | Abdullah Gül (president)                                        |
| Verenigd Koninkrijk          | David Cameron (premier)                                         |
| Verenigde Arabische Emiraten | Mohammed bin Zayed Al Nahyan (kroonprins van Abu Dhabi)         |
| Verenigde Staten             | Barack Obama (president)                                        |
| Vietnam                      | Nguyễn Tấn Dũng (premier)                                       |
| Zuid-Afrika                  | Maite Nkoana-Mashabane (minister van Buitenlandse Zaken)        |
| Zuid-Korea                   | Park Geun-hye (president)                                       |
| Zweden                       | Fredrik Reinfeldt (premier)                                     |
| Zwitserland                  | Didier Burkhalter (minister van Buitenlandse Zaken)             |
| Europese Unie (waarnemer)    | Herman Van Rompuy (voorzitter van de Europese Raad)             |
| Europese Unie (waarnemer)    | José Manuel Barroso (voorzitter van de Europese Commissie)      |
| IAEA (waarnemer)             | Yukiya Amano (directeur-generaal)                               |
| Interpol (waarnemer)         | Ronald Noble (secretaris-generaal)                              |
| Verenigde Naties (waarnemer) | Ban Ki-moon (secretaris-generaal)                               |